# Маренте де Моор
Маренте де Моор (на нидерландски: Marente de Moor) е нидерландска славистка, журналистка и писателка на произведения в жанра социална драма, публицистика и документалистика.

## Биография и творчество
Маренте де Моор е родена на 1972 г. в Хага, Нидерландия, в семейството на писателката и учителка по пиано Маргриет де Мур и визуалния художник Хепе де Мур. Има една сестра. Следва славянски езици и литература в Амстердамския университет, където се дипломира през 1999 г. В периода 1991 – 2001 г. живее в Русия, където учи в театрална школа и е кореспондент на различни медии.
По време на следването си пише като колумнист за независимо нидерландско седмично новинарско списание De Groene Amsterdammer. През 1999 г. е публикувана първата ѝ книга „Петербургски разкази“, който е сборник от нейни колони за абсурдното руско ежедневие в списанието. След завръщането си в Нидерландия се установява в южния край на страната и работи няколко години като журналист и редактор в седмичните списания Elsevier и HP/De Tijd. От 2009 г. е колумнист в политическото списание Vrij Nederland. Колекция от нейни колони в списанието е публикувана в сборника ѝ „Малка птица, голям човек“ през 2013 г.
Дебютният ѝ роман „Нарушителят“ е издаден през 2007 г. и е високо оценен от критиката заради актуалната си тематика, свързана с източноевропейската емиграция.
През 2010 г. е издаден романът ѝ „Нидерландската дева“. През лятото на 1936 г. холандският лекар Жак изпраща 18-годишната си дъщеря Яна при бившия си приятел германеца Егон фон Бьотихер, който да усъвършенства уменията ѝ по фехтовка. Егон е енигматична фигура, бивш хусар, организиращ и забранени дуели до първа кръв, забранени от Хитлер. Яна се влюбва в Егон, но тепърва ще открива тайните на имението и на страстта, несигурността и напрежението в навечерието на Втората световна война. Книгата получава престижната награда за нидерландскоезична литература през 2011 г. и наградата за литература на Европейския съюз за 2014 г. Преведен е на 16 езика по света.
Издаденият ѝ през 2016 г. сборник „Уютни разкази“ получава наградата „Бишевел“ за най-добър сборник с разкази. Романът ѝ „Фон“ от 2018 г. получава наградата „Ян Уолкърс“ и наградата „Ф. Бордевейк“ за най-добра проза на холандски език.
В творчеството ѝ се съчетават северноевропейската сериозност, реализъм и прецизност, но и магията на славянската душевност.

## Произведения

### Самостоятелни романи
- De overtreder (2007)[1][2][3]
- De Nederlandse maagd (2010)
Нидерландската дева, изд. „Светлана Янчева – Изида“ (2017), прев. Анета Данчева-Манолова
- Roundhay, tuinscène (2013)
- Foon (2018)
- De schoft (2023)

### Сборници
- Gezellige verhalen (2015) – разкази, награда „Бишевел“[1]
Уютни разкази, изд. „Светлана Янчева – Изида“ (2020), прев. Анета Данчева-Манолова

### Документалистика
- Petersburgse vertellingen (1999) – колони[1]
- Kleine vogel, grote man (2013) – колони